# Indiumnitrid
Indiumnitrid (InN) ist eine anorganische chemische Verbindung des Indiums aus der Gruppe der Nitride.

## Gewinnung und Darstellung
Indiumnitrid kann durch Reaktion von Ammoniumhexafluoroindat mit Ammoniak bei 580 bis 600 °C gewonnen werden.
{\displaystyle \mathrm {(NH_{4})_{3}InF_{6}+4\ NH_{3}\longrightarrow InN+6\ NH_{4}F} }

## Eigenschaften
Indiumnitrid ist ein schwarzer, luftbeständiger Feststoff. Er wird von Natronlauge und von konzentrierter Schwefelsäure aufgelöst, von den anderen Mineralsäuren dagegen nicht. Er besitzt eine Kristallstruktur vom Wurtzit-Typ (a = 353,3 pm, c = 569,3 pm). Die Verbindung ist ein III-V-Verbindungshalbleiter, der aus Indium und Stickstoff gebildet ist. Potenzielle zukünftige Anwendungen dieses Werkstoffes liegen in Kombinationen mit Galliumnitrid im Bereich von Solarzellen.
Der temperaturabhängige Bandabstand von InN beträgt bei 300 K ca. 0,7 eV und liegt im infraroten Spektralbereich. 
Indiumnitrid bildet mit Galliumnitrid den ternären Verbindungshalbleiter Indiumgalliumnitrid, dessen Bandlücke im Herstellungsprozess durch das Verhältnis der beiden Komponenten über einen sehr weiten Bereich von 0,7 bis 3,4 eV wählbar ist.
Dünne polykristalline Strukturen von Indiumnitrid zeigen bei Temperaturen unter Tc=3,3 K supraleitende Eigenschaften, die auch unter dem Einfluss von hohen magnetischen Flussdichten bestehen bleiben.